# Hypotéza expandující Země

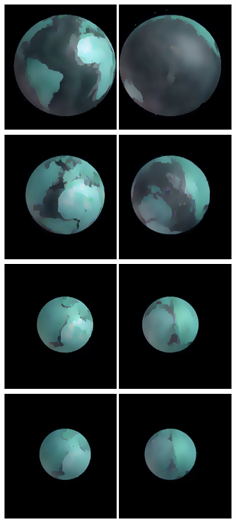
Model postupného rozpínání Země.

Hypotéza expandující Země byla jednou z historických teorií snažící se vysvětlit pohyb a rozmístění kontinentů změnou objemu planety Země, respektive jejího postupného rozpínání od počátku vzniku. Převážná skupina vědců tvrdí, že je tato hypotéza již překonaná a odporuje současnému poznání deskové tektoniky i měřením zemského objemu,, má stále v odborné komunitě své zastánce protože desková tektonika stále nevysvětluje všechny pozorované děje a má nedostatky. Například vědci nemají vysvětlení pro to kam se ztratila všechna voda která formovala mořské pobřeží a dna moře v dnešních horách ve vysoké nadmořské výšce. Taktéž vědci nyní odhalili, že prvotní superkontinenty nevznikly subdukcí a deskovou tektonikou, protože obsah izotopů železa a zinku odebraný v těchto horninách je typický pro horniny vzniklé v nesubdukčním prostředí. 

## Historie vzniku a zastánci
Hypotéza pomalu a postupně se rozpínající Země vznikla v 60. letech 20. století v reakci na kritiku teorie kontinentálního driftu, první zmínky o této teorii se ale objevují již koncem 19. století. Postuloval ji v roce 1956 profesor budapešťské univerzity Laszlo Egyed, na základě změn hladin oceánů v geologickém čase, které se už v té době daly vysvětlit vlivem působení dob ledových. Na to později navázal německý fyzik Pascual Jordan v roce 1966, který expanzi Země vykládal jako důsledek obecného rozpínání vesmíru. Jordan zakládal svá tvrzení na teorii snižování hodnoty gravitační konstanty navržené nositelem Nobelovy ceny Paulem Diracem, ale i ta se později ukázala jako neplatná. Známými zastánci byl i německý inženýr Klaus Vogel, který v 80. letech 20. století vytvořil modely několika stádií postupně se rozpínající Země nazvané jako „terella“ , a australský geolog Samuel W. Carey, který popřel existenci procesu subdukce tektonických desek. Později vznikla i skupina „expandistů“ na univerzitě v polské Wroclavi vedené Janem Koziarem.

## Podstata hypotézy
Hypotéza expandující Země vycházela z různých předpokladů. Země měla mít v počátku svého věku až o 55 % menšího průměru a povrch zcela zaplněný prakontinentem Pangeou bez přítomnosti oceánů. Kontinenty fixované na místě se pak měly vzdalovat od sebe právě rozpínáním planety a růstem oceánských desek. Podle svých zastánců je možné současné kontinenty poskládat dohromady velmi dobře na kouli o menším objemu. Důkazem má být výrazný rozdíl geologického stáří oceánských a pevninských desek (který je způsobený subdukcí hustších oceánských desek pod desky pevninské a tedy jejich postupným zánikem) i současná pozice kontinentů, kterou podle zastánců teorie není možné plně vysvětlit mechanismy deskové tektoniky. V minulosti se o vysvětlení rozpínavosti Země pokoušel například Ivan Osipovič Jarkovskij na konci 19. století (srážení éteru uvnitř Země) nebo Paul Dirac ve 30. letech 20. století (předpoklad poklesu gravitační konstanty).

 
Samotné rozpínání těles je ale v přírodě známým jevem s rozličnými fyzikálními vysvětleními, např. rozpínání hvězd, obecně expanze plynu, nebo růst podmíněný vnějším příjmem energie. 

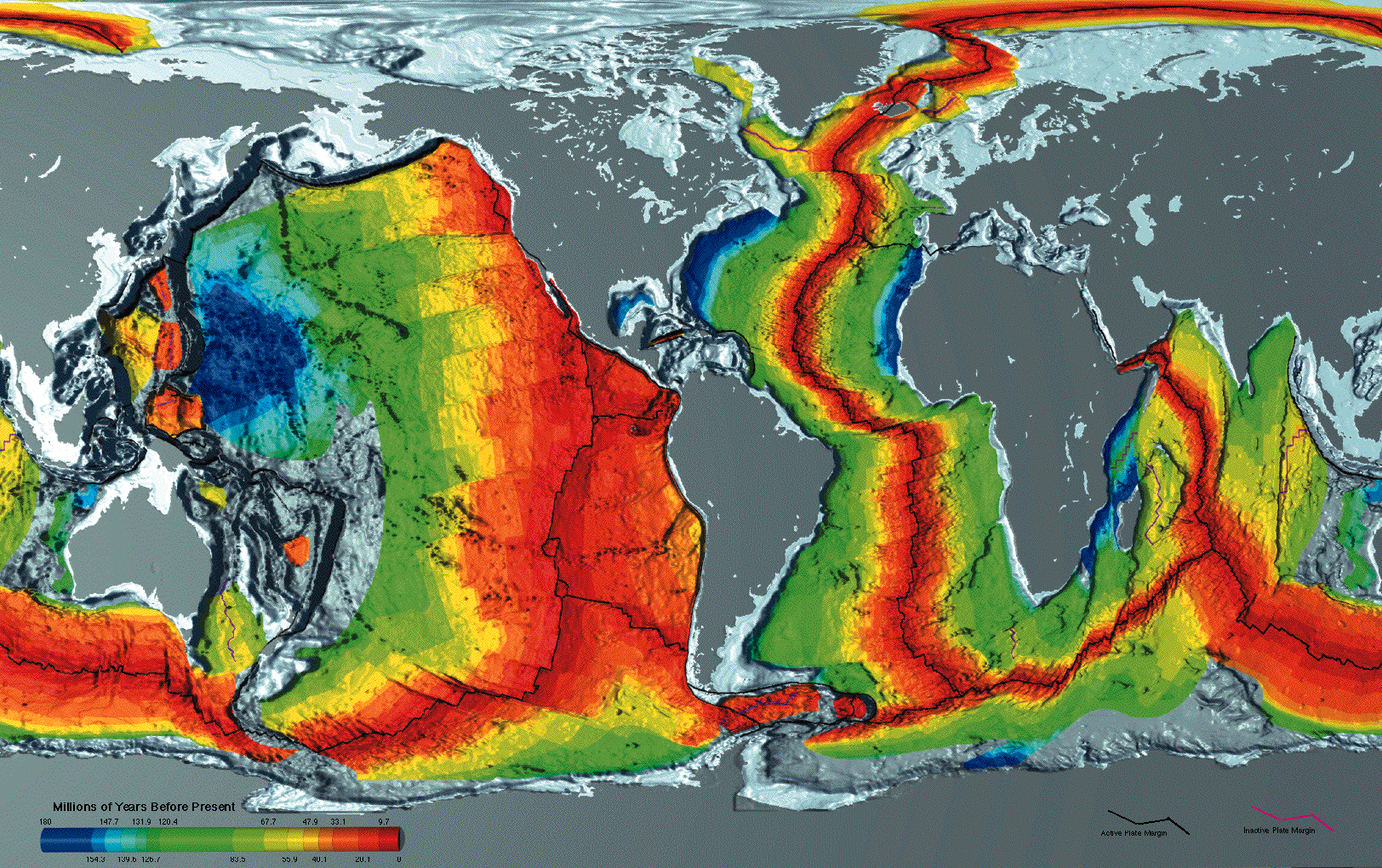
Mapa rozpínání oceánského dna, o které se přibližně měl zvětšit zemský povrch během rozpínání Země. Červeně jsou označeny nejmladší oblasti. Modře jsou označeny nejstarší oblasti, které obvykle nepřevyšují stáří 200 milionů let.

## Současný pohled na hypotézu
Hypotéza expandující Země je v geologii okrajovou a překonanou hypotézou. Dnes obecně přijímanou teorií vysvětlující globální zemskou dynamiku je desková tektonika, která je schopna vysvětlit řadu měření i pozorování, které máme díky geofyzikálnímu průzkumu k dispozici. Zastánci hypotézy expandující Země tvrdí, že existuje celá řada rozporů deskové tektoniky. Dle nich je například Afrika významně obklopena oceánskými hřbety a rifty, ale v jejím těsném okolí nenalézáme subdukční zóny. Což je sporné tvrzení s ohledem na to, že severní část Afriky je v kolizi a částečné subdukci s Eurasijskou deskou v délce přibližně 1500 km. Rovněž analogicky Antarktida je obehnána oceánskými hřbety. Dle zastánců hypotézy expandující Země též Amerika a Afrika s Evropou do sebe lépe zapadají na Zemi o menším objemu.
O verifikaci hypotézy se pokouší zastánci této hypotézy skrze kontroverzní hypotézu týkající se Českého kráteru. Ta se snaží doložit, že oblast Českého masívu vznikla jako výsledek srážky Země s velkým tělesem. Naopak na základě teorie deskové tektoniky vznikl Český masiv konsolidací z nezávislých mikrokontinentů, které se historicky vzájemně pohybovaly a srážely, čímž došlo k jejich spojení do většího celku. Tento výklad je pak schopen vysvětlit rozdílné stáří i druhů hornin v různých částech Českého masívu.
Většinová vědecká komunita však považuje hypotézu expandující Země za překonanou nejen proto, že geologická data lépe vyhovují teorii deskové tektoniky, ale existují i data, která jsou v přímém rozporu s teorií expandující Země:
- Země se podle současných stále přesnějších měření nerozpíná.[21]
- Je prokázána existence litosférických fragmentů v zemském plášti podporující subdukci litosférických desek.[22][23]
- Analýzy paleomagnetických dat, tedy geologického záznamu zemského magnetického pole, ukazují, že přinejmenším od raných druhohor je podstatnější expanze zemského poloměru nepravděpodobná.[24]
- Analýzy zemského momentu setrvačnosti ukazují, že se zemský poloměr podstatně nezměnil za posledních 620 milionů let.[25]